# 야파레이
야파레이(YafaRay, 구 명칭: 야프레이, YafRay)는 XML 장면 설명 언어를 사용하는 자유-오픈 소스 광선 추적 프로그램이다. 블렌더 (소프트웨어) 2.78용 야파레이 애드온이 있다. 광선 추적기는 GNU LGPL(Lesser General Public License)에 따라 라이선스가 부여된다.

## 역사
야파레이의 전신인 야프레이(YafRay, "Yet Another Free Raytracer")는 알레한드로 콘티 에스테베즈(Alejandro Conty Estévez)가 작성했으며 2002년 7월에 처음 출시되었다. 해당 프로그램의 마지막 버전은 2006년에 출시된 0.0.9였다.
원래 소프트웨어 설계의 한계로 인해 야프레이 레이트레이서는 마티아스 웨인(Mathias Wein)에 의해 완전히 재작성되었다. 야파레이 0.1.0이라는 이름의 새로운 레이트레이서의 첫 번째 안정 버전은 2008년 10월에 출시되었다. 최신 안정 버전은 2020년에 출시된 3.5.1이다.

## 같이 보기
- POV-Ray
- V-레이